# 1998-as Vuelta ciclista a España
Az 1998-as Vuelta a España volt az 53. spanyol körverseny. 1998. szeptember 5-e és szeptember 27-e között rendezték. A verseny össztávja 3774 km volt, és 22 szakaszból állt. Végső győztes a spanyol Abraham Olano lett.

## Végeredmény
|     | Versenyző                   | Csapat | Idő           |
| --- | --------------------------- | ------ | ------------- |
| 1.  | Abraham Olano               | BAN    | 93 óra 44' 08 |
| 2.  | Fernando Escartín           | KEL    | 1' 23         |
| 3.  | José María Jiménez          | BAN    | 2' 12         |
| 4.  | Lance Armstrong             | USP    | 2' 18         |
| 5.  | Laurent Jalabert            | ONC    | 2' 37         |
| 6.  | Roberto Heras               | KEL    | 2' 58         |
| 7.  | Álvaro González de Galdeano | EUS    | 5' 51         |
| 8.  | Alex Zülle                  | FES    | 6' 05         |
| 9.  | Marco Serpellini            | BRE    | 8' 58         |
| 10. | Marcos Serrano              | KEL    | 10' 17        |